# Lauro Müller (Santa Catarina)
Pour l’article homonyme, voir Lauro Müller.
Lauro Müller est une ville brésilienne du sud de l'État de Santa Catarina.

## Généralités
Malgré son nom à consonance germanique, la ville fut surtout colonisée par des Italiens à la fin du XIXe siècle. En 1827 commença l'exploitation du charbon, très abondant dans la région, mais l'économie ne se développa réellement qu'avec l'arrivée des italiens à la fin du siècle.

## Géographie
Lauro Müller se situe par une latitude de 28° 23′ 34″ sud et par une longitude de 49° 23′ 48″ ouest, à une altitude de 220 mètres.
Sa population était de 14 366 habitants au recensement de 2010. La municipalité s'étend sur 271 km2.
Elle fait partie de la microrégion de Criciúma, dans la mésorégion Sud de Santa Catarina.

## Administration
La municipalité est constituée de trois districts :
- Lauro Müller (siège du pouvoir municipal)
- Barro Branco
- Guatá

## Villes voisines
Lauro Müller est voisine des municipalités (municípios) suivantes :
- Bom Jardim da Serra
- Orleans
- Urussanga
- Treviso